# Кафр-Кара

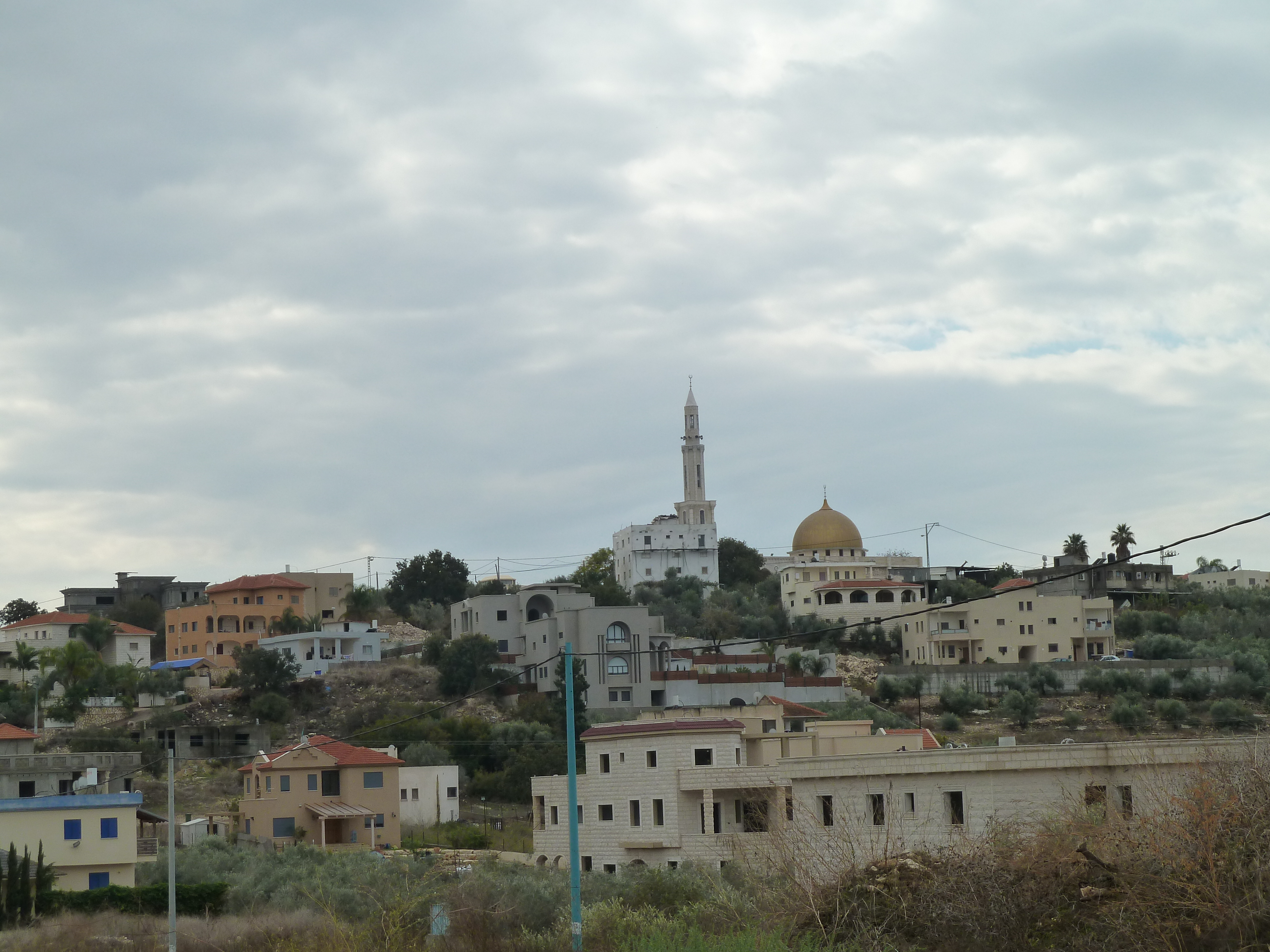
Вид на Кафр-Кара

Кафр-Кара (ивр. כפר קרע‎, араб. كفر قرع‎) — город в Хайфском округе Израиля.
Расположен примерно в 55 км к северо-востоку от центра Тель-Авива и в 35 км к юго-востоку от города Хайфа на высоте 118 м над уровнем моря. В 5 км от поселения проходит Зелёная линия, которая отделяет Израиль от Западного берега реки Иордан. Площадь совета составляет 6,457 км².
Получил статус города в мае 2023 года.

## Население
По данным Центрального статистического бюро Израиля, население на начало 2020 года составляло 19 018 человек.
Население — почти на 100 % арабы-мусульмане.
Динамика численности населения по годам:
| 1961 | 1972 | 1983 | 1995   | 2005   | 2006   | 2009   | 2012   | 2016   |
| ---- | ---- | ---- | ------ | ------ | ------ | ------ | ------ | ------ |
| 2925 | 4972 | 7274 | 10 628 | 14 200 | 14 400 | 15 300 | 16 500 | 17 689 |